# 동부숲쥐
동부숲쥐 또는 플로리다숲쥐, 덤불쥐(Neotoma floridana)는 비단털쥐과에 속하는 설치류의 일종이다. 미국 중부와 동부에서 발견되는 숲쥐이다. 많은 개체를 수용하기 위한 둥지를 위해 커다란 굴을 만들고, 겨울 동안 외진 곳에 먹이를 보관한다. 광범위하고 희귀하지 않지만 여러 곳에서 개체수가 줄거나 사라지고 있다.

## 이명
- N. f. attwateri Mearns, 1897
- N. f. baileyi Merriam, 1894
- N. f. campestris J. A. Allen, 1894
- N. f. haematoreia A. H. Howell, 1934
- N. f. illinoensis A. H. Howell, 1910
- N. f. osagensis Blair, 1939
- N. f. rubida Bangs, 1898
- N. f. smalli Sherman, 1955